# Спорт Росарио
«Спорт Роса́рио» (исп. Club Sport Rosario) — перуанский футбольный клуб из города Уарас, административного центра региона Анкаш.

## История
Футбольный клуб «Спорт Росарио» был основан 4 октября 1965. Клуб был назван в честь Пресвятой Девы Марии Розарии, которая является духовной покровительницей района, где базируется команда. Клубные цвета команды переняли у аргентинского «Росарио Сентраль». На протяжении своей истории команда принимала участие на региональном уровне и лишь в 2016 году сумела добиться победы в Кубке Перу. Эта победа позволила ей принять участие в элитном дивизионе перуанского чемпионата по футболу.
Домашние матчи проводит на стадионе «Росас Пампа», который делит с командами «Спорт Анкаш» и «Депортиво Белен».

Стадион «Росас Пампа»

## Достижения
- Обладатель Кубка Перу (1): 2016